# Ryfflibrunnen

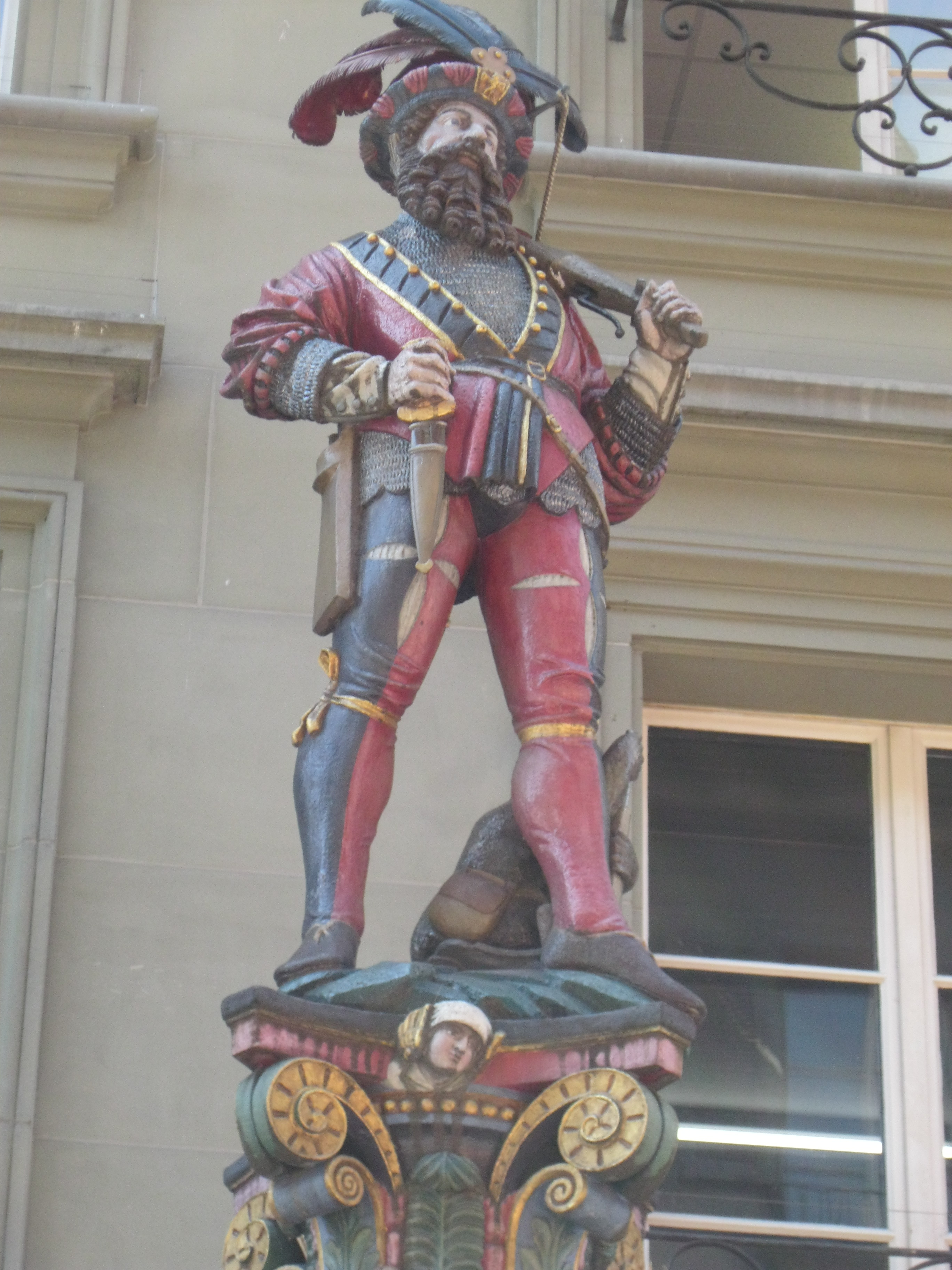
Hauptmann der Armbrustschützen (Bild 2011)

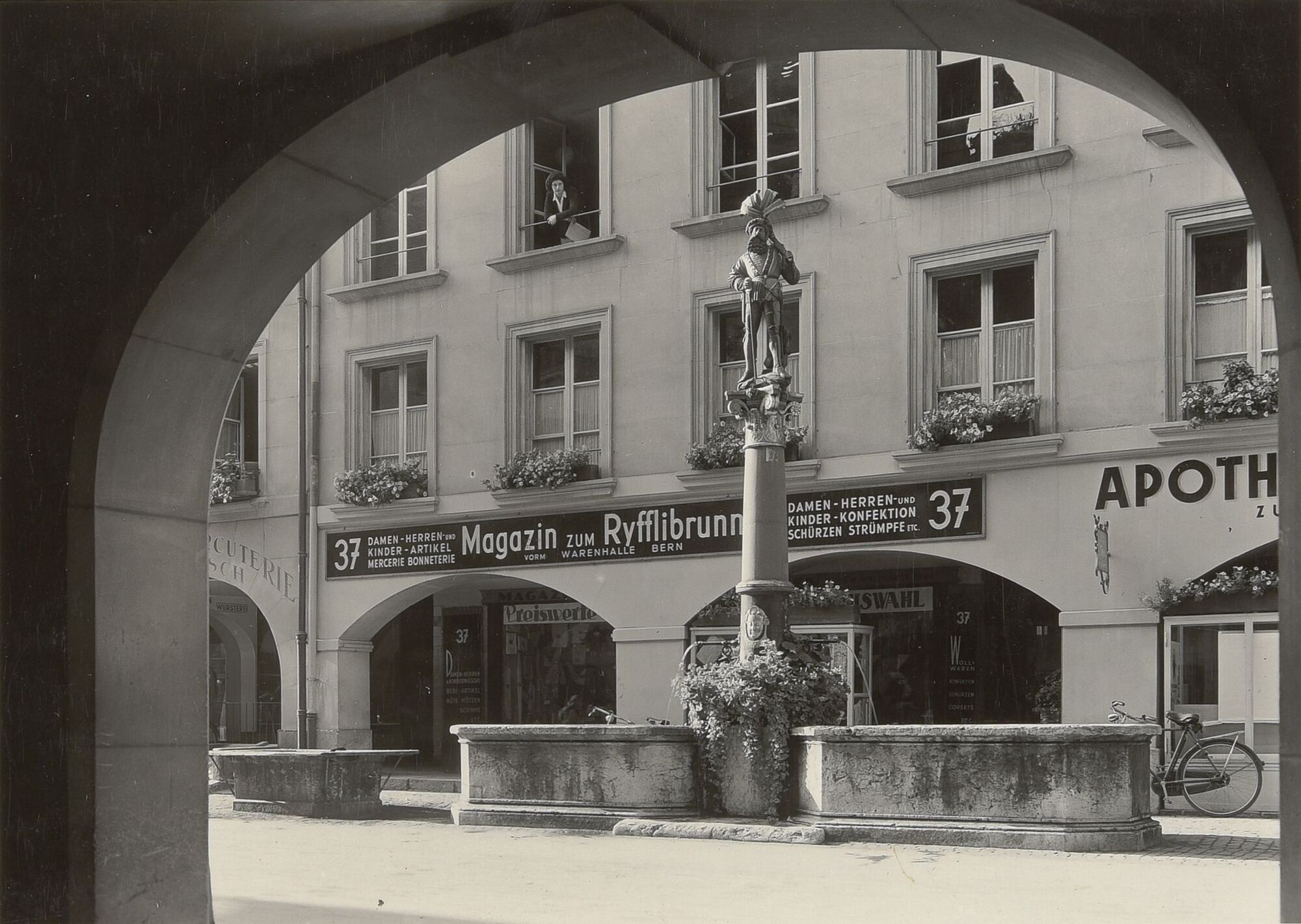
Der Ryfflibrunnen in der Aarbergergasse in Bern (1946)

Der Ryfflibrunnen ([ˈrifːli]) steht in der Aarbergergasse in Bern und gehört zu den Berner Brunnen in der Altstadt aus dem 16. Jahrhundert.

## Geschichte
Der Brunnen beim Anfang des Ryffligässchen wurde 1545 an Stelle einer Anlage aus dem 14. Jahrhundert in der Gassenmitte errichtet und bis ins 19. Jahrhundert Golatenmattgassbrunnen genannt. Der heutige Name geht auf eine neuere Theorie zurück, wonach das Standbild den legendären Schützen Ryffli darstellt, der gemäss der Chronik von Konrad Justinger nach der Schlacht bei Laupen durch einen gezielten Schuss den Ritter Jordan III. von Burgistein getötet haben soll. Dieser soll bei der Belagerung seiner Burg durch die Berner unvorsichtigerweise an einem Fenster erschienen sein. Nach anderen Meinungen war das Vorbild für die Brunnenfigur der Hauptmann Anton Güder.
Die Brunnenfigur eines Hauptmannes der Armbrustschützen wurde durch die Gesellen von Hans Gieng geschaffen. Der Kriegsmann wird begleitet durch einen kleinen Bären, der mit einer Steinschlossbüchse bewaffnet ist. Die Figur steht vor dem Haus Aarbergergasse Nr. 35.
Der Brunnen wurde im September 2015 instand gesetzt.

## Trinkwasser
Das Trinkwassernetz von Energie Wasser Bern (ewb) versorgt den Brunnen mit Trinkwasser, dessen Qualität regelmässig überprüft wird.